# 工作模拟器
《工作模拟器》是一款由Owlchemy Labs制作的虚拟现实模擬遊戲，于2016年4月15日在Microsoft Windows平台上发售，并于2016年10月13日移步到PlayStation 4平台，2019年5月21日登陆Oculus Quest。玩家在游戏中将模拟出四个不同的工作：文職人員、廚師、便利商店职员以及汽车修理工。

## 游戏玩法

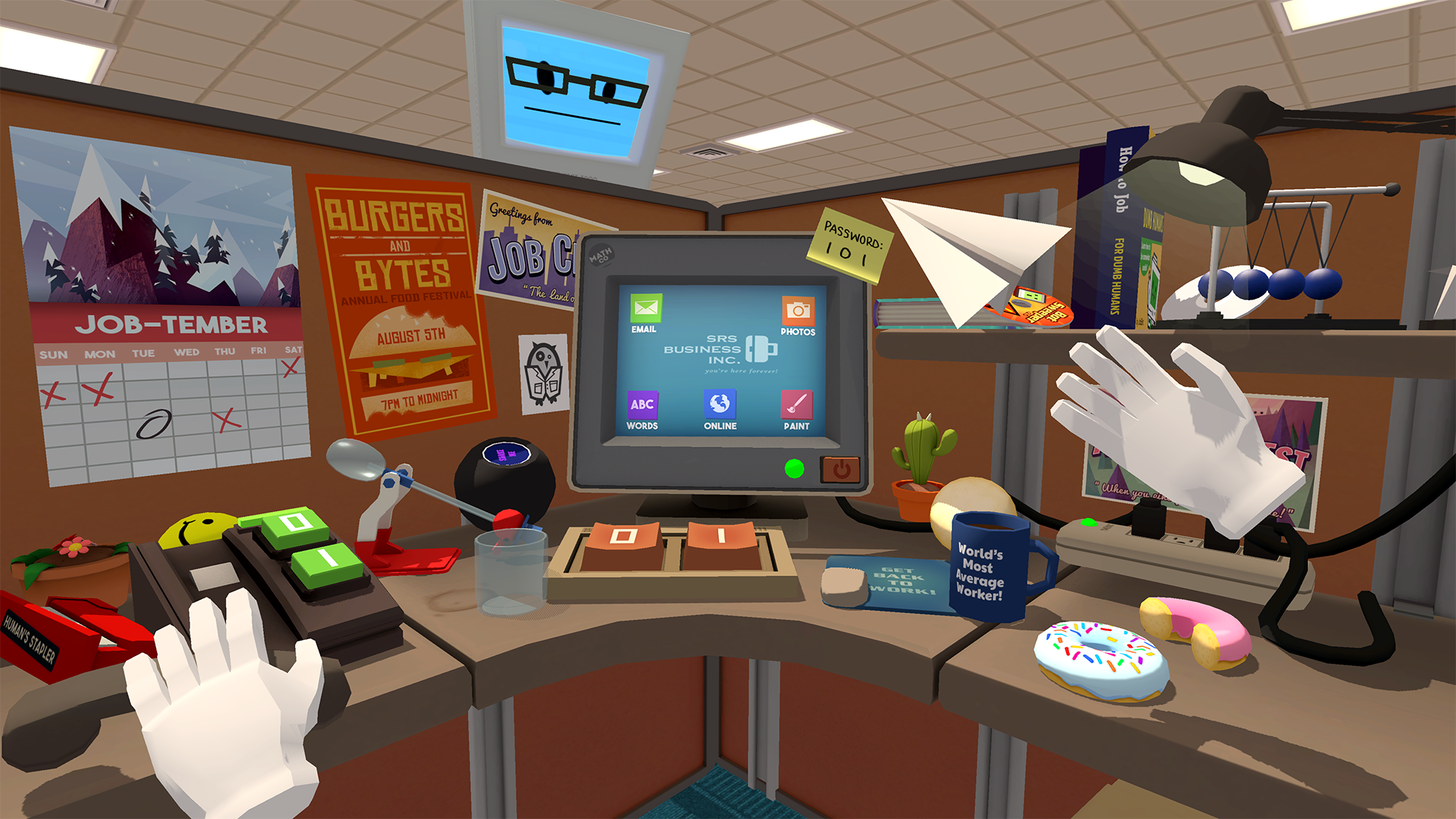
模拟文职人员时的场景

玩家来到一个像是带脸的漂浮CRT显示器的机器人管理的工作博物馆并参与模拟工作。这些工作都象征着真实工作的挖苦情况：文職人員、廚師、便利商店职员以及汽车修理工。和一个提供解释和指示的电脑角色一起合作，玩家将会进行与该工作相关的任务，一些较真实，一些则较滑稽。举个例子，在文職人員模拟中，玩家會进行像是评估新职员和转接呼入的活动，但也会被指令吃甜甜圈、在饮水机分享照片以及参与其他任务。
玩家使用HTC Vive的手持控制器、Oculus Touch或PlayStation Move（取决于游玩的平台）来代替双手，与周遭的虚拟环境互动，就像在现实生活中那样。大多数玩家能够觸及的物品都能够进行互动：许多物品可以拿起操作、一些像是键盘和器械的特定物品则会有玩家可以利用的按钮、控制杆或调谐钮等等。在完成了特定数量的任务后，玩家可以选择回到博物馆或继续与周遭互动。在玩家完成所有工作模拟后，游戏就会提供一些将会更改游戏物理的修改器。
玩家在进行任务时被允许放入大量的创意和自由。作为例子，在厨师模拟中烹饪披萨时，玩家可以选择他们能够拿到的任何材料，像是煙肉、鸡蛋、苹果或是饼干来作为配料。在汽车修理工模拟里进行汽车修复时，玩家也可以选择不同风格的零件作为更换（举例，当更换漏了气的轮胎时，玩家可以从9中不同风格的轮胎里选择任何一个）并且也被允许进行顾客并没有要求的修复和更换。玩家也可以任意地与不同的物品互动浪费时间，像是将附近的东西扔入垃圾桶或扔向机器人、吃下地上的事物或是取下顾客的太阳眼镜。
游戏中多数的幽默来自与模拟的工作中陈规和夸张的情况：身为厨师，玩家被要求贿赂美食评论家以及在未成年顾客的生日时四处更换所有其过敏的材料；身为汽车修理工，老板会指令玩家破坏汽车或剥去汽车零件。而一些游戏幽默则来自双关语或其他形式的俏皮话：身为汽车修理工，九个玩家可以给顾客的轮胎的其中之一象是个带有巧克力米的巧克力甜甜圈就是象征着非正式词语“甜甜圈轮胎”（Donut tires），意思为那种不适合用来远距离驾驶的紧凑备胎；作为厨师，玩家被指令烤个蛋糕给一名未成年顾客的生日派对，其中一个材料为花朵（Flower），发音类似英文的面粉（Flour）。指导者也会不断评论人类工作在与机器人效率差别的本性、人类通常的退化以及一度参考名为“2027之人类升起”（The Human Uprising of 2027）事件。
游戏同时也提供了特别的“旁观模式”，给那些看着别人玩游戏的观众更加娱乐的视角：除了第一视角以外，玩家可以移动周围的相机并且互相切换，切换后观众就能够看到VR设置的视窗外部的视口；玩家将会以无实体的VR头套和一双手套象征。这只能够在Windows平台上使用。

## 发展
《工作模拟器》是首个宣布发布在SteamVR设备上的游戏。游戏也会在2016年4月5日发布时支持HTC Vive。开发者之后配合了顾客们的回应降低了其价格。开发者也给那些在VR环境里达不到较高位置的玩家们制作了“更小人类模式”。

## 回响
Polygon表示游戏的旁观模式，也就是玩家可以在虚拟空间里移动漂浮的相机，是个最适合在虚拟现实飘扬观看的方法。Kotaku则表示《工作模拟器》是其中一个让人在HTC Vive有着完整体验的游戏。 
《工作模拟器》在2017年游戏开发者大会荣获了最佳VR/AR游戏奖项。而官方英国PlayStation杂志则将它列为最佳PS VR游戏的第十三名。

## 续作
于2017年12月7日，开发者正式宣布了续作《度假模拟器》。该游戏在2019年发售，与前作一样，将会支持Oculus Rift、HTC Vive和PlayStation VR。